# Zhang Zhongjing
En aquest nom xinès, el cognom és Zhang.
Zhang Zhongjing (150 - 219), nom formal Zhang Ji, va ser un metge de la dinastia Han i un dels més eminents metges xinesos durant els últims anys de la dinastia Han. Ell va establir els principis de la medicació i va resumir l'experiència medicinal fins a aquesta època, per tant fent una gran contribució al desenvolupament de la medicina tradicional xinesa.

## Biografia
Encara que és molt ben conegut en l'actual medicina xinesa i és considerat com un dels millors metges xinesos en la història, se sap molt poc sobre la seva vida. Segons fonts posteriors ell va néixer a Nanyang, tenint una posició oficial a Changsha va viure aproximadament del 150 al 219 EC. Les dates exactes pel que fa al seu naixement, la seva mort varien depenent de les obres, però és generalment acceptat el límit màxim de l'any 220 EC.